# Avenida Leandro N. Alem (Buenos Aires)
La avenida Leandro N. Alem es una arteria vial de la zona denominada El Bajo de la ciudad de Buenos Aires, Argentina.

## Toponimia

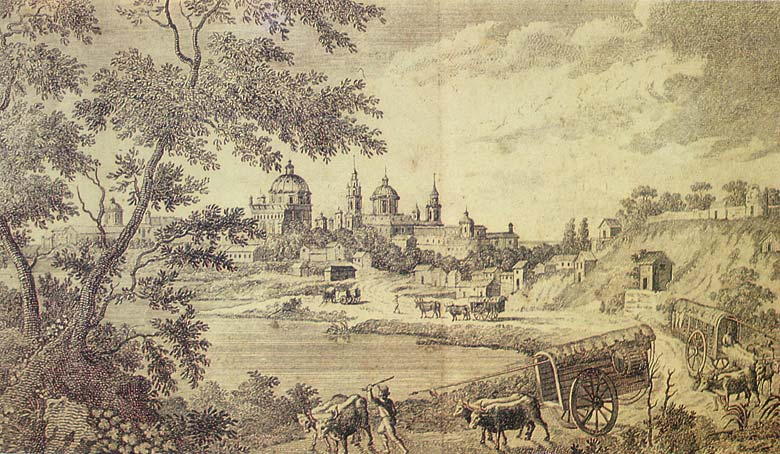
Hasta el, la actual avenida era la ribera porteña.

Debe su nombre al político Leandro Nicéforo Alem, líder de la Revolución del Parque en 1890 y fundador de la Unión Cívica (posteriormente se escindió con la Unión Cívica Radical).

## Historia

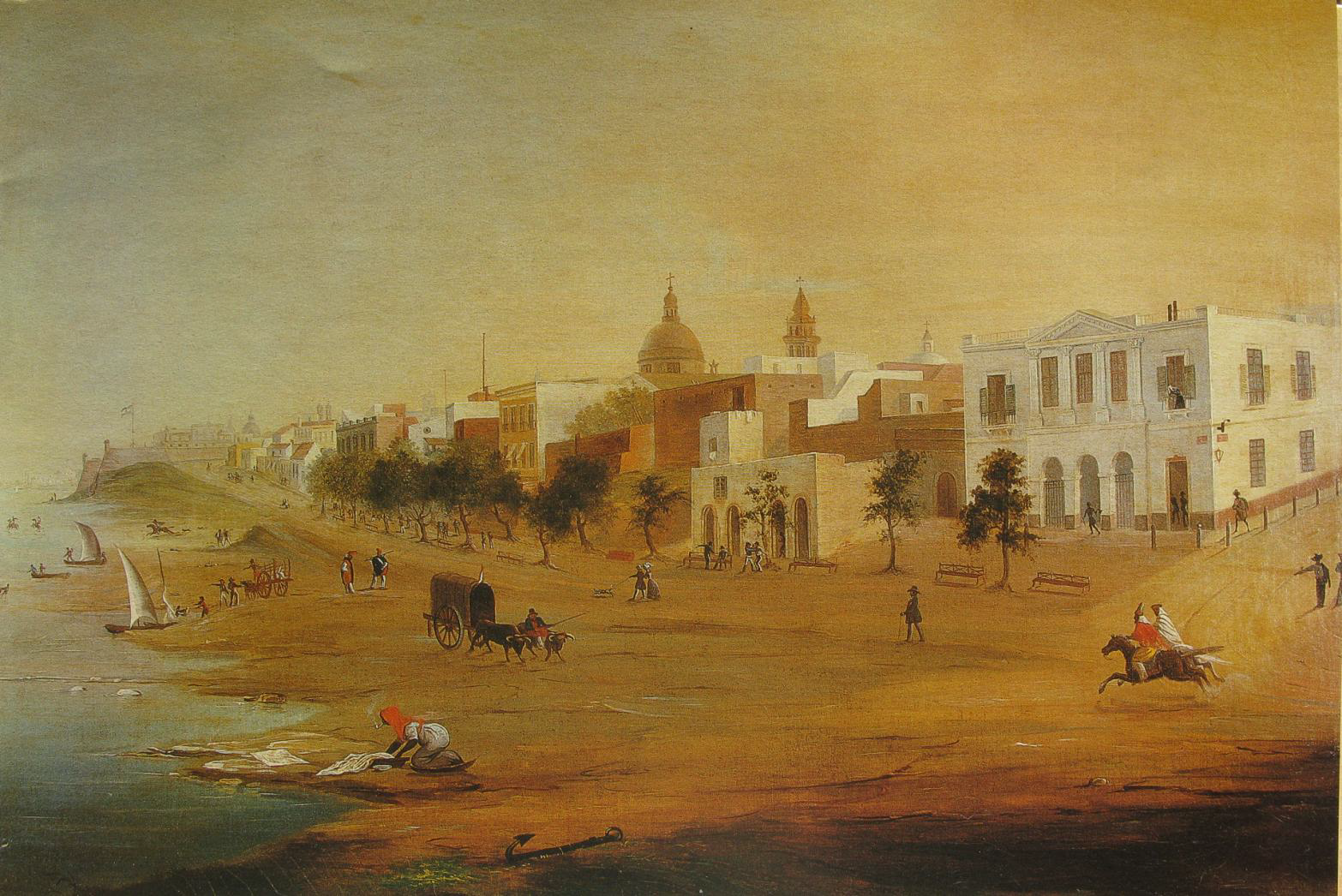
El primitivo Paseo de la Alameda. (1847)

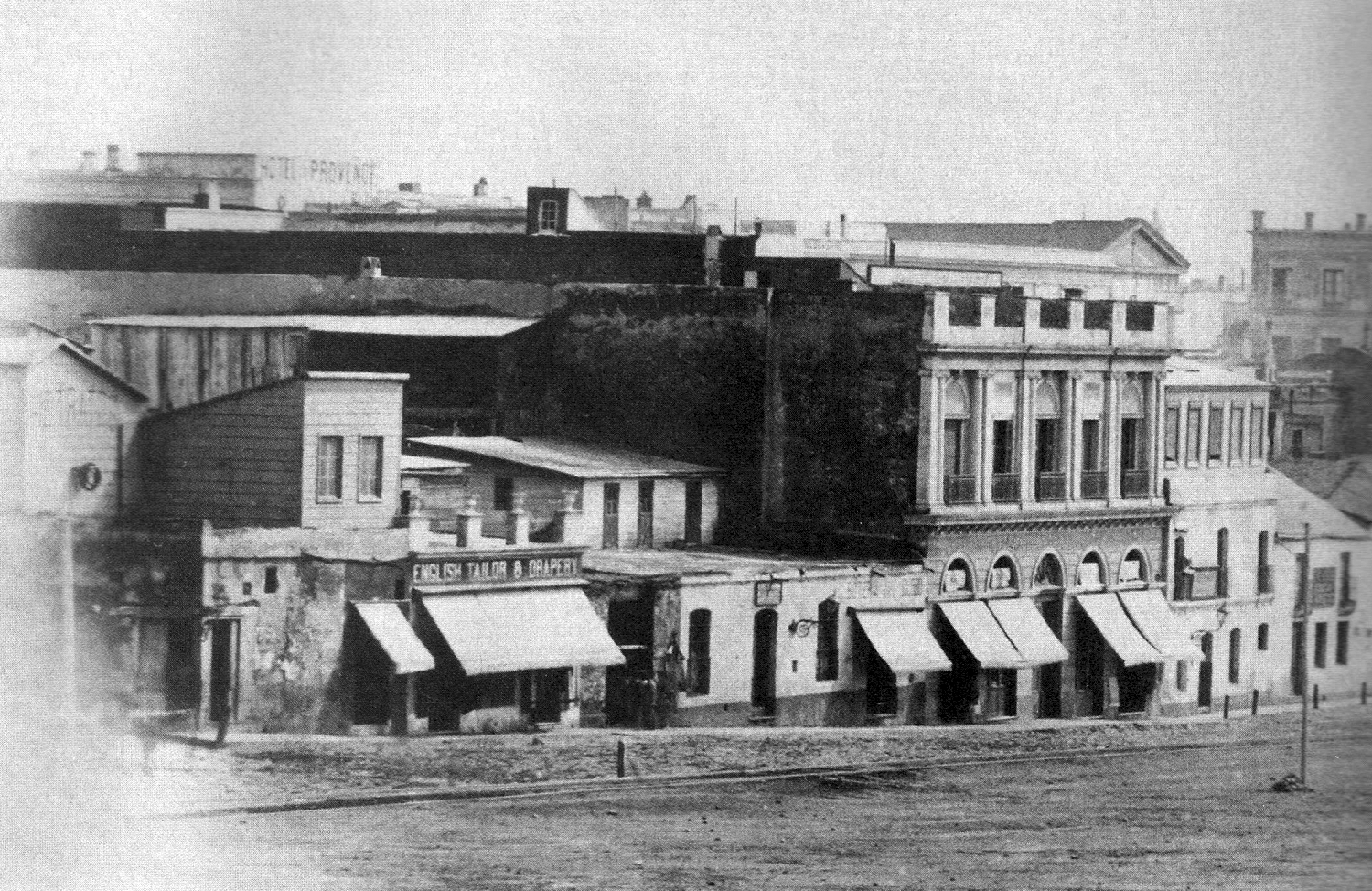
Construcciones del viejo Paseo de Julio, pequeñas y muy toscas. Era una zona portuaria y marginal. (1867)

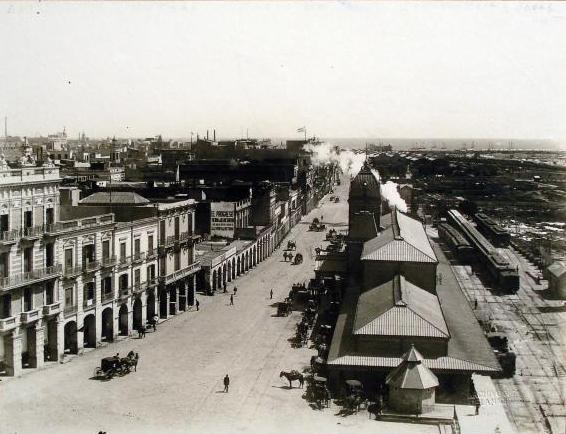
La Estación Central estaba junto a la Casa Rosada y se incendió en 1897.

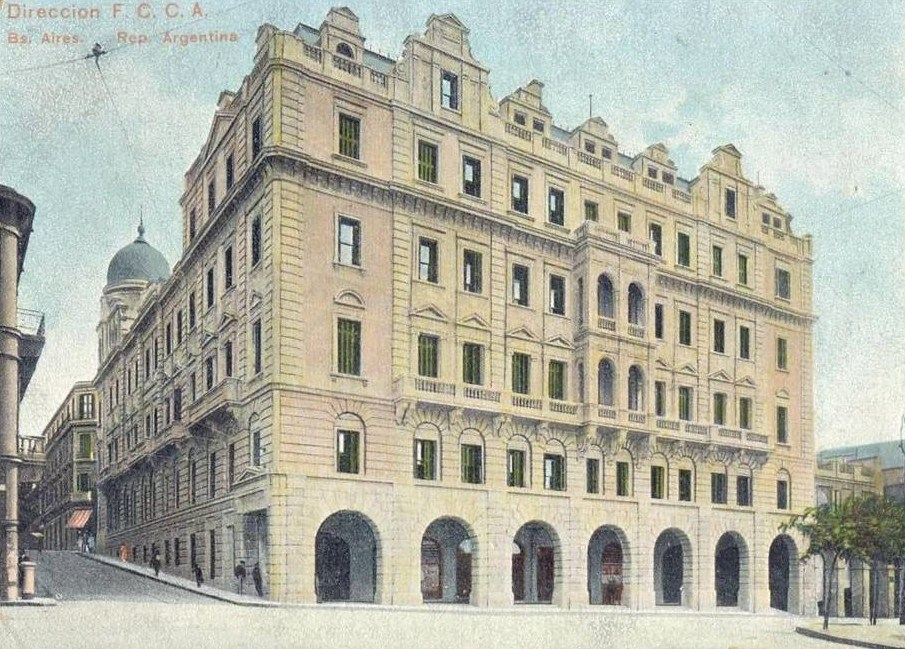
La Dirección del Ferrocarril Central Argentino fue el primer gran edificio de oficinas en el Paseo de Julio. (1901)

El tramo de la Avenida del Libertador que parte de la Avenida Maipú (en la Plaza San Martín) y llega hasta la Plaza Intendente Alvear era antiguamente parte de la Avenida Leandro N. Alem, anteriormente llamada Paseo de Julio.
El Paseo de la Alameda había sido creado hacia 1780 por el Virrey Vértiz, como primer paseo público de Buenos Aires, arbolado, frente al Río de la Plata donde desembarcaban los comerciantes y viajeros. En 1846, durante el gobierno de Juan Manuel de Rosas, comenzó el relleno de las costas y la construcción de un murallón que evitaran la llegada del agua a las calles con las crecidas del río, y surgió el Paseo de Julio, que siguió extendiéndose en las siguientes décadas hasta alcanzar la altura de la actual Plaza Intendente Alvear.
En la década de 1860, los ferrocarriles comenzaron a conectar Buenos Aires con las localidades y puertos cercanos, y mientras todas las compañías británicas pujaban por la ubicación de una estación en el centro porteño, lograron llegar a un acuerdo para compartir una estación central, que se construyó luego de 1870 al norte de la Casa Rosada, entre el Paseo de Julio y el murallón que contenía la ribera. Era un edificio prefabricado de madera, importado completamente de Gran Bretaña, con una mansarda y cúpula de pizarra adornando una pequeña torre con un reloj.
En 1887 comenzó el relleno costero para la construcción del nuevo Puerto Madero, concluido definitivamente en 1898. De esa forma, el Paseo de Julio dejó de ser una avenida costera, se extendieron todas las calles que iban hacia el este, se trazaron y lotearon manzanas y se construyeron edificios donde anteriormente estaba la ribera, aunque el tramo céntrico del Paseo (desde la Casa Rosada hasta el Correo Central) se reservó para parques públicos.
Luego de casi treinta años de funcionamiento, en 1897 un incendio destruyó completamente la estación Central, y ante el aumento del tránsito vehicular en la zona y la construcción del nuevo Puerto Madero que modificaba totalmente el trazado de los ferrocarriles, se decidió no reconstruirla. En su lugar, se emplazaron plazoletas y se formó un bulevar arbolado, germen del aspecto actual de la Avenida Alem.
Ya en 1875, una ordenanza obligaba a los propietarios cuyas construcciones tuvieran frente sobre el Paseo de Julio a construir en la planta baja las galerías cubriendo las veredas que en Buenos Aires se conocen como recovas. Más allá de la lentitud con que la orden fue cumplida, a partir del 1900 hubo una gran oleada de construcciones que cambiaron completamente el aspecto de la avenida, dándole su escala actual, y que mantuvieron las recovas que son su característica distintiva, junto con el corredor de Avenida del Libertador y la Avenida Paseo Colón. 
Con el comienzo del nuevo siglo, también comenzaron a brotar los grandes edificios que en menos de 20 años reemplazaron totalmente a las antiguas casas coloniales que abundaban sobre el viejo paseo. El primero en construirse fue la Administración del Ferrocarril Central Argentino, terminada en 1901 en la esquina de la calle Bartolomé Mitre, y hoy ocupada por el Ministerio del Interior. Le siguieron rápidamente el Palace Hotel, la Sociedad Hipotecaria Belga Americana y la Compañía Naviera Mihanovich.
En 1919 una ordenanza cambió su nombre por el de Avenida Leandro N. Alem, en homenaje al caudillo revolucionario y político fundador de la Unión Cívica Radical. En 1950 otra ordenanza recortó esta avenida, ya que cambió su denominación entre las calles San Martín y Alvear a avenida del Libertador.
El auge constructor siguió, avanzando desde Casa Rosada hacia el norte, hasta que disminuyó luego del Edificio ALAS, en la década de 1950. En la década de 1970, se reactivó totalmente con el nuevo conjunto de torres en Catalinas Norte y una serie de edificios para oficinas y bancos que se construyeron en el sector desde Avenida Córdoba a Plaza San Martín.
Hoy en día, la Avenida Alem es una de las más importantes del centro porteño, utilizada todos los días para bordear la city financiera y conectar la zona sur (La Boca, San Telmo) con la zona norte (Retiro, Recoleta, Palermo, etc.). Además, se encuentra casi totalmente edificada en una altura pareja, formando un corredor con arquitectura muy valiosa de todas las épocas de la ciudad, que abarca desde el 1900 hasta la actualidad.

## Características

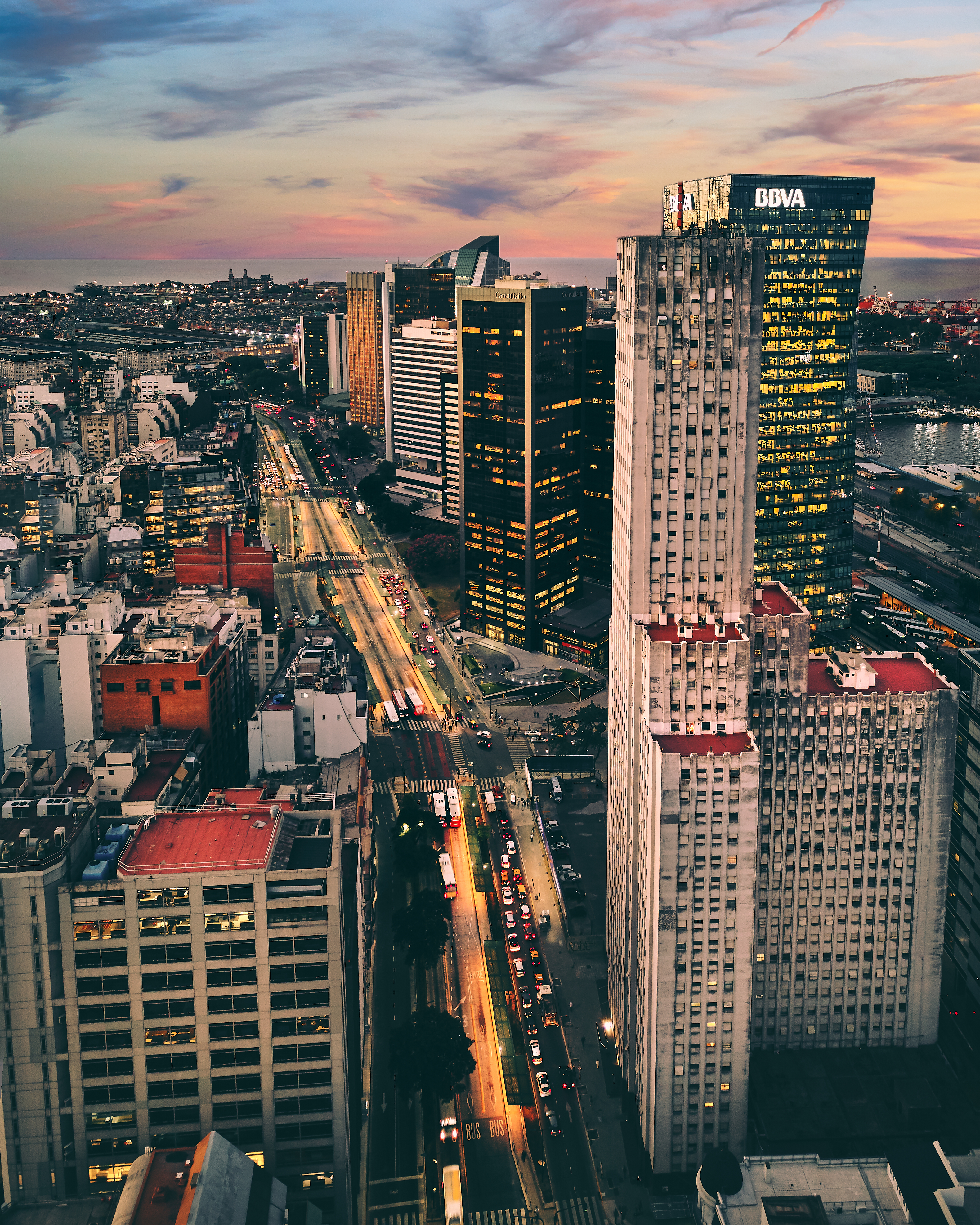
La avenida en el área de Catalinas Norte.

Esta arteria vial nace en el límite de los barrios de San Nicolás y Monserrat, en la esquina de la Avenida de la Rábida y la Calle Rivadavia, en inmediaciones del Parque Colón y la Casa Rosada. Otros espacios verdes en el lugar son la Plazoleta Juan de Garay y la Plaza Razzano, y hacia el nordeste se abre en diagonal la breve Avenida Rosales. Más adelante está la Plaza Roma, entre Lavalle y Tucumán. 
Corre en sentido norte-sur, tiene doble sentido de circulación vehicular y posee dos canteros con hileras de tipas, que separan dos carriles laterales por donde circulan principalmente taxis y colectivos, del doble carril central de preferencia para automóviles. 
Recorre la zona conocida como el bajo, ya que por recorrer lo que originalmente era la ribera del Río de la Plata, se encuentra bajando una barranca que se desarrolla a lo largo de las manzanas entre la Avenida Alem y la calle 25 de mayo, en sentido norte-sur y marca un pronunciado declive. Buenos Aires fue fundada en 1580 sobre una meseta, que tiene su altura máxima en el actual centro de la ciudad, y por eso el declive es mucho más marcado en las calles perpendiculares céntricas.
Sobre su edificación, es una característica particular de la Avenida Alem que se encuentra a menos de 100 metros de la paralela calle 25 de mayo, por lo cual muchos de los lotes de la vereda oeste tienen también salida por esa arteria, son de grandes dimensiones y están ocupados por edificios imponentes de comienzos del siglo XX. Desde la década de 1880 una ordenanza exigía que las construcciones que allí se levantaran tuvieran una recova que sirviera de protección a los peatones. Esto no se aplicó a la vereda este, surgida con la construcción del Puerto Madero, pero sí se mantiene en la vereda oeste hasta la actualidad, generando una característica arquitectónica que unifica los edificios, sin importar cuando se construyeron.

## Recorrido

### San Nicolás
En el cruce con la calle Rivadavia, al comienzo de la primera cuadra de la Avenida Alem, se levantan los dos edificios que alojan a la Secretaría de Inteligencia, frente a la Casa Rosada. Pasando la calle Bartolomé Mitre está el edificio de estilo inglés construido para las oficinas del Ferrocarril Central Argentino, actualmente ocupado por el Ministerio del Interior, al igual que el contiguo edificio del Banco Germánico de América del Sur, de influencia alemana. De un lado y del otro de la calle Teniente General Perón se alzan dos edificios relacionados con el naviero Nicolás Mihanovich: el de la vereda sur alojó su compañía naviera, y el del lado norte era el Palace Hotel, de su propiedad. Actualmente son, respectivamente, oficinas del Correo Argentino y una sede de la Facultad de Filosofía y Letras de la Universidad de Buenos Aires. En esa cuadra, frente a la Plaza del Correo, está el Archivo General de la Nación. 
En la manzana entre las Avenidas Alem y Corrientes y las calle Sarmiento y Bouchard se yergue el monumental edificio del Palacio de Correos y Telecomunicaciones (conocido como Correo Central) proyectado por el francés Norbert Maillart en 1886 y recién concluido en 1928. A fines de 2009 comenzó a ser remodelado para transformarse en Centro Cultural del Bicentenario. La vereda opuesta es ocupada por solo tres edificios: el de la Bolsa de Comercio, su torre anexa y el Edificio Comega, símbolo del estilo racionalista en Buenos Aires. Bajo tierra, está la estación Leandro N. Alem, terminal de la línea B de subterráneo.
Cruzando de la Avenida Corrientes está el Edificio Dreyfus, y de un lado y otro de la siguiente calle Lavalle se alzan el Edificio Houlder y el Edificio Bunge y Born, este último de estilo neogótico flamenco. Del lado este se encuentra la Plaza Roma, rodeada por importantes torres corporativas de oficinas. 
A partir de este punto, las construcciones de la Avenida Alem pasan a ser mayoritariamente modernas. Durante la década de 1970 se desarrolló un gran impulso en la zona con el objetivo de transformarla en un corredor de edificios de oficinas con la entrada argentina en el modelo neoliberal. Se destacan la Torre CHACOFI de 115 metros de altura, y el moderno Edificio CASFPI revestido en aluminio, actual sede del Ministerio de Trabajo. 
Al pasar la calle Viamonte se alza el Edificio ALAS, el más alto de Buenos Aires durante décadas. Es uno de los más importantes ejemplos de arquitectura racionalista argentina, y tiene 132 metros de altura.

### Retiro
Luego de cruzar la Avenida Córdoba, la avenida Alem se adentra en una de las zonas financieras de la ciudad, se trata del complejo Catalinas Norte proyectado ya en la década de 1950, pero concretado a partir de 1968. Se desarrolla del lado este de la avenida, y llega hasta la calle San Martín. En este conjunto de torres hay grandes ejemplos de vanguardia en la arquitectura argentina de sus épocas, como el Edificio Conurban (1973), la Torre IBM (1983) o la Torre BankBoston (2001). Sin embargo, continúa en expansión ya que no todos los terrenos han sido ocupados.
De la vereda oeste, se desarrolla un verdadero corredor de edificios de oficinas de menor altura, también construidos esencialmente durante los años '70. Se destacan el Edificio Proa, el Edificio Estuario y otras obras de estudios de importancia como Mario Roberto Álvarez y Asociados o SEPRA.
La Avenida Leandro N. Alem finaliza en la esquina de la Calle San Martín, junto al Hotel Sheraton Buenos Aires y la Plaza General San Martín, continuando como la Avenida del Libertador. Pasa junto a la Avenida Alicia Moreau de Justo.

## Cruces y lugares de referencia
- 0: Avenida Rivadavia - Avenida de la Rabida - Casa Rosada - Parque Colón
- 300: Calle Sarmiento - Correo Central/Centro Cultural Néstor Kirchner - Estación Correo Central de la Línea E del Subte de Buenos Aires - Metrobús del Bajo parada Correo Central
- 400: Avenida Corrientes - Luna Park - Estación Leandro N. Alem de la Línea B del Subte de Buenos Aires - Metrobús del Bajo parada Corrientes
- 500: Calle Lavalle - Plaza Roma - Metrobús del Bajo parada Lavalle
- 600: Calle Tucumán
- 800: Avenida Córdoba - Edificio Alas - Metrobús del Bajo parada Córdoba
- 900: Calle Paraguay
- 1000: Calle Marcelo T. de Alvear/Carlos Della Paolera - Catalinas Norte - Estación Catalinas de la Línea E del Subte - Metrobús del Bajo Parada M. T. de Alvear
- 1200: Calle San Martín - Avenida del Libertador - Plaza General San Martín - Plaza Fuerza Aérea Argentina - Estación Retiro de los ferrocarriles Mitre, Belgrano Norte y San Martín, y de las Líneas C y E del Subte

## Imágenes

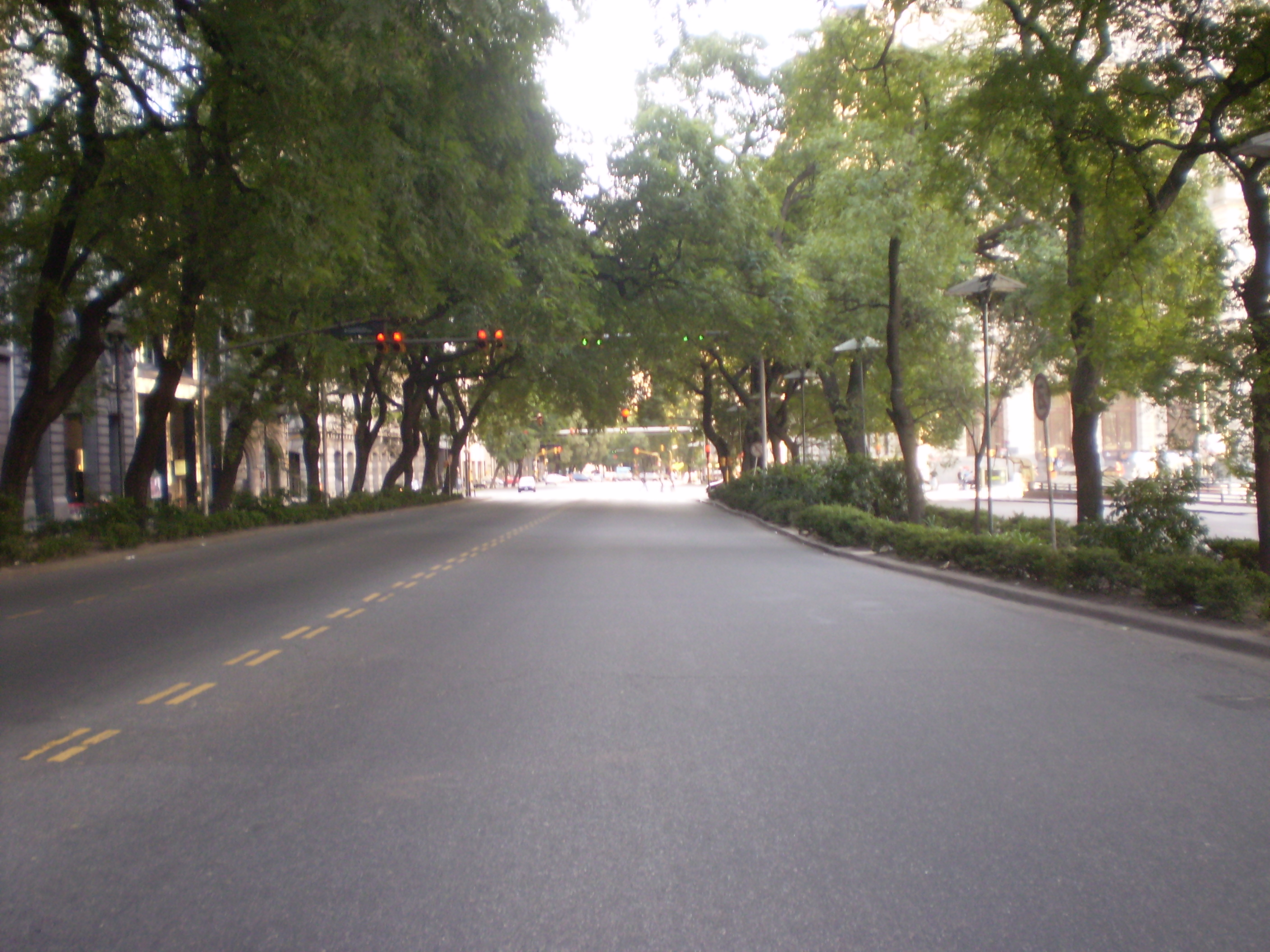
Carril central de la Avenida Alem
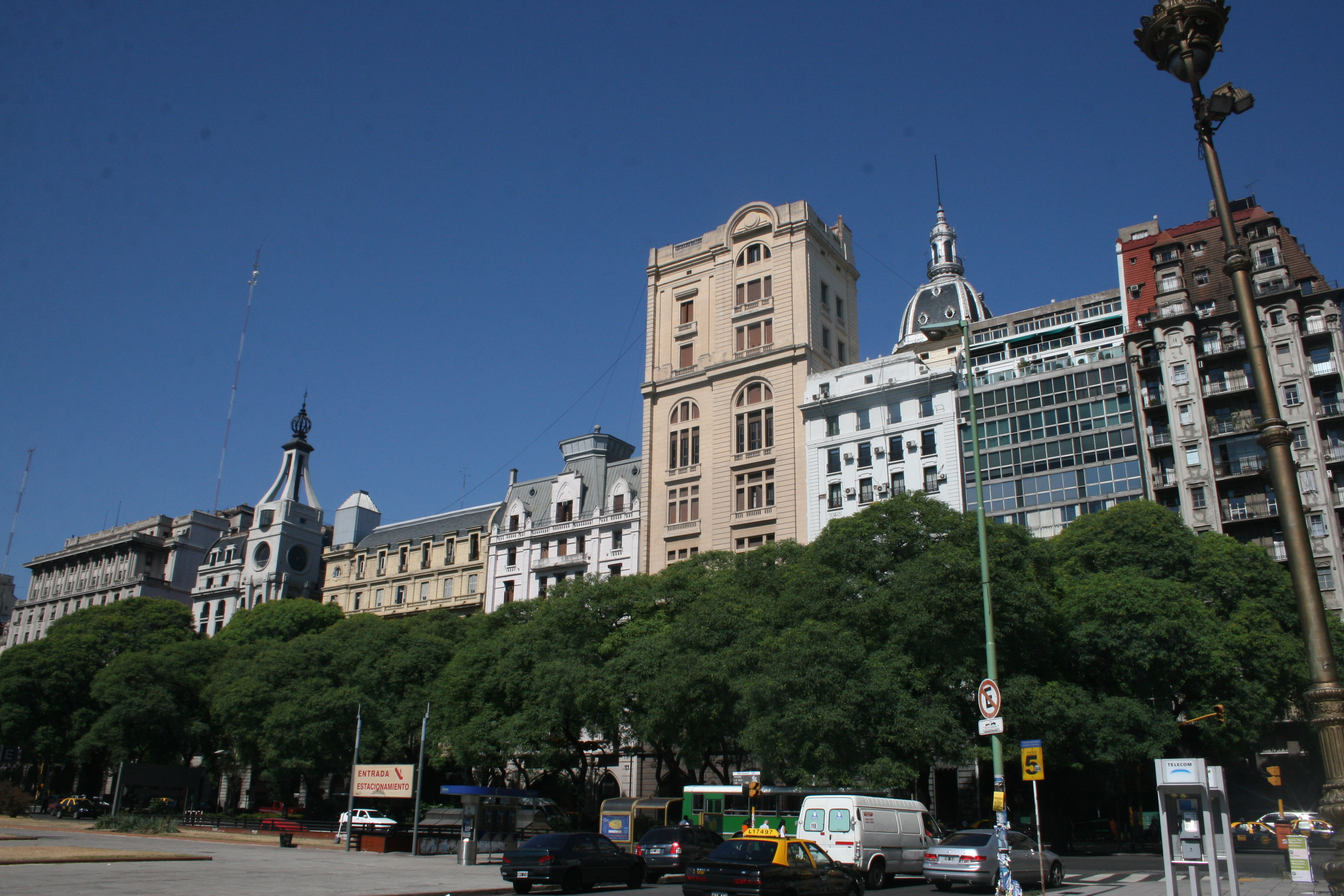
Av. Alem entre Tte. Gral. Perón y Sarmiento
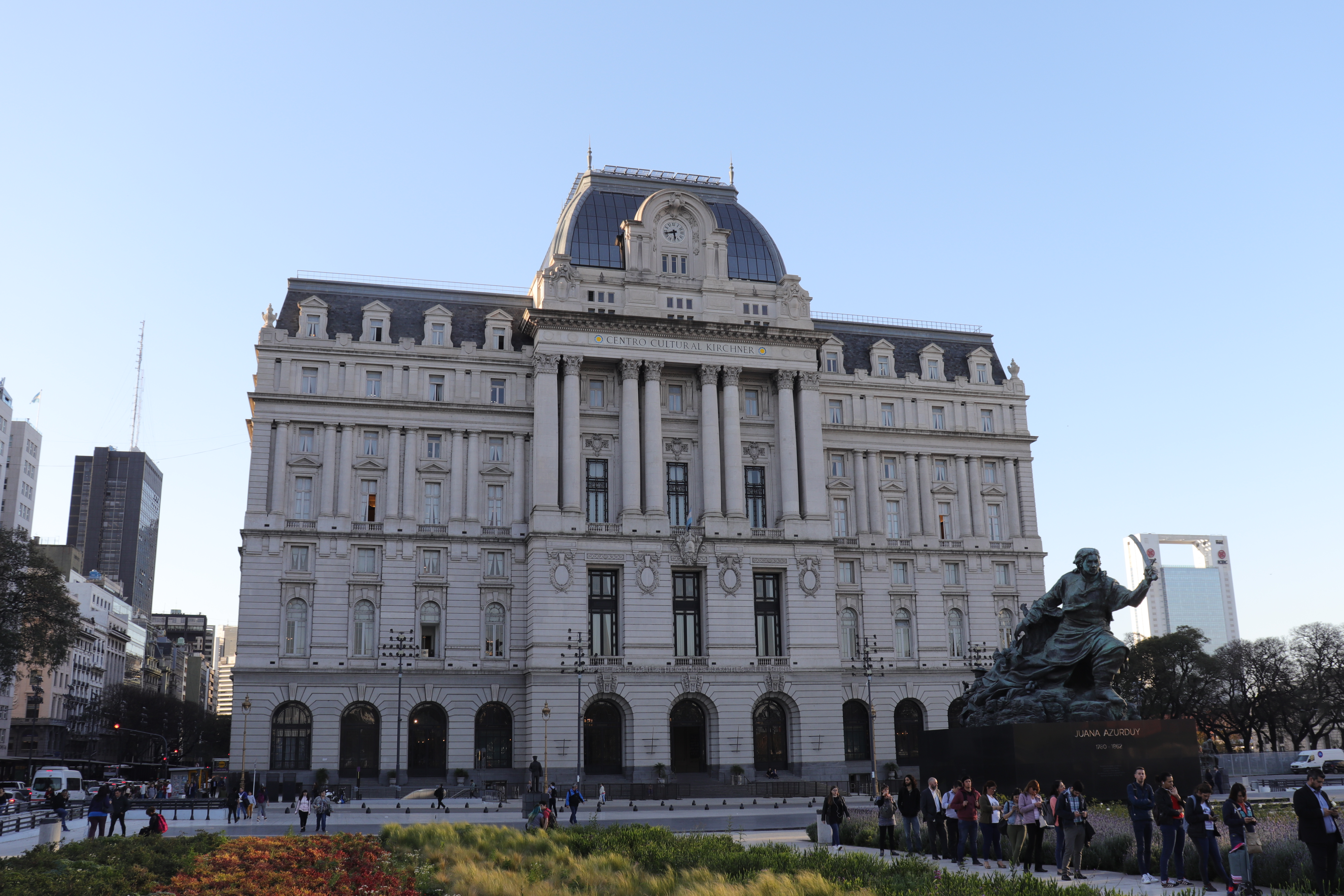
Centro Cultural Kirchner (anteriormente, Correo Central)
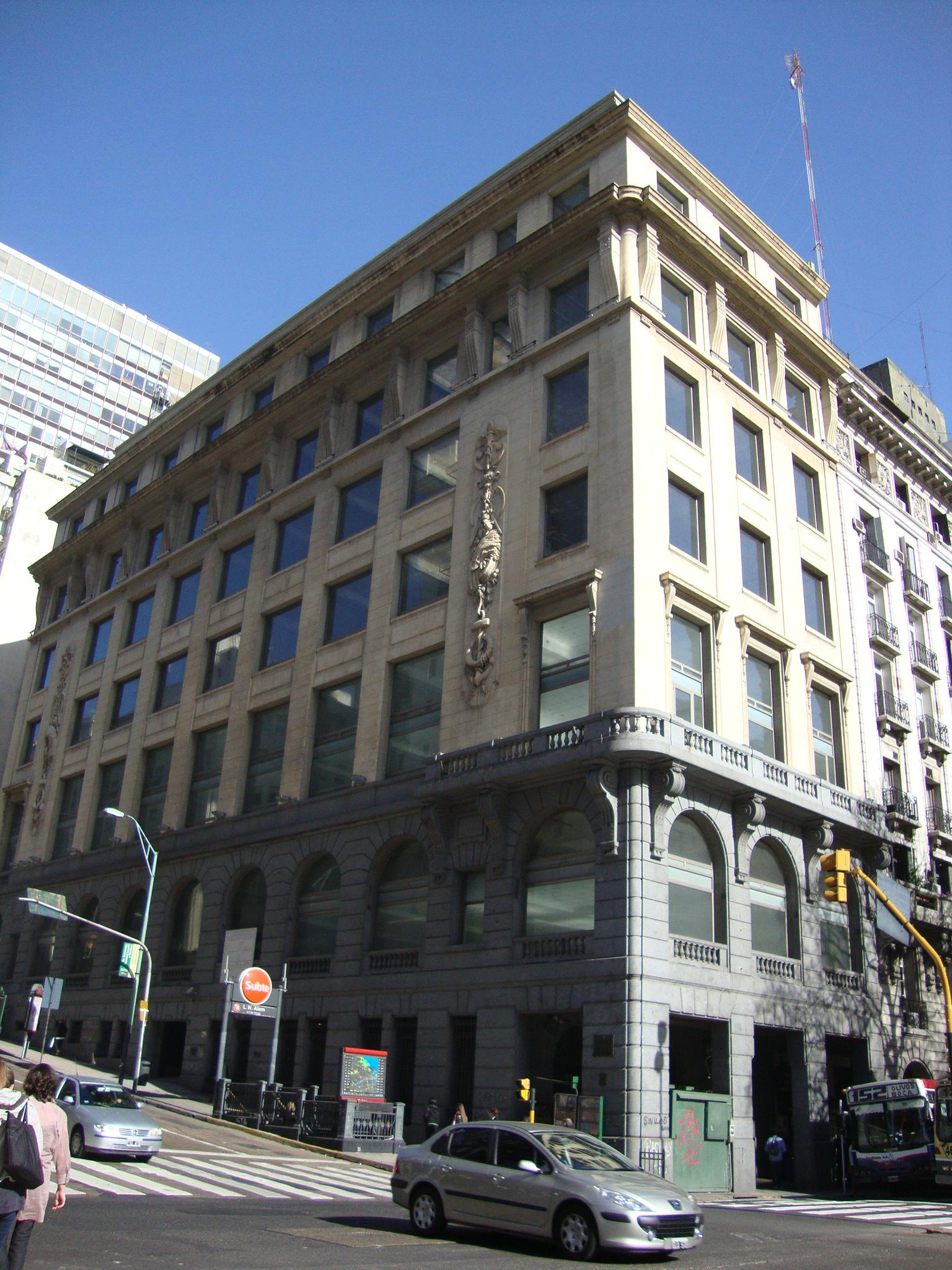
Edificio Dreyfus
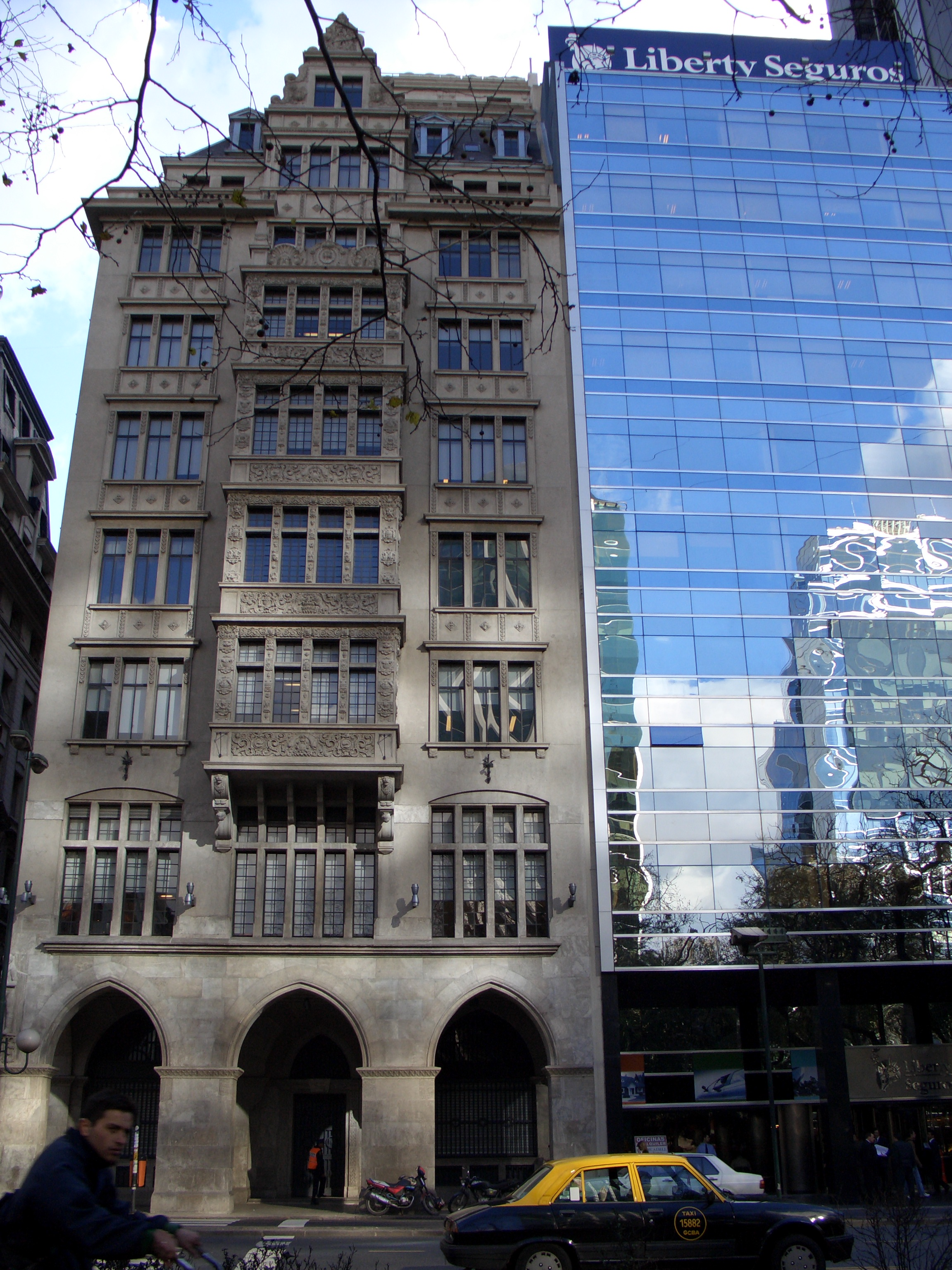
Edificio Bunge y Born (izquierda)
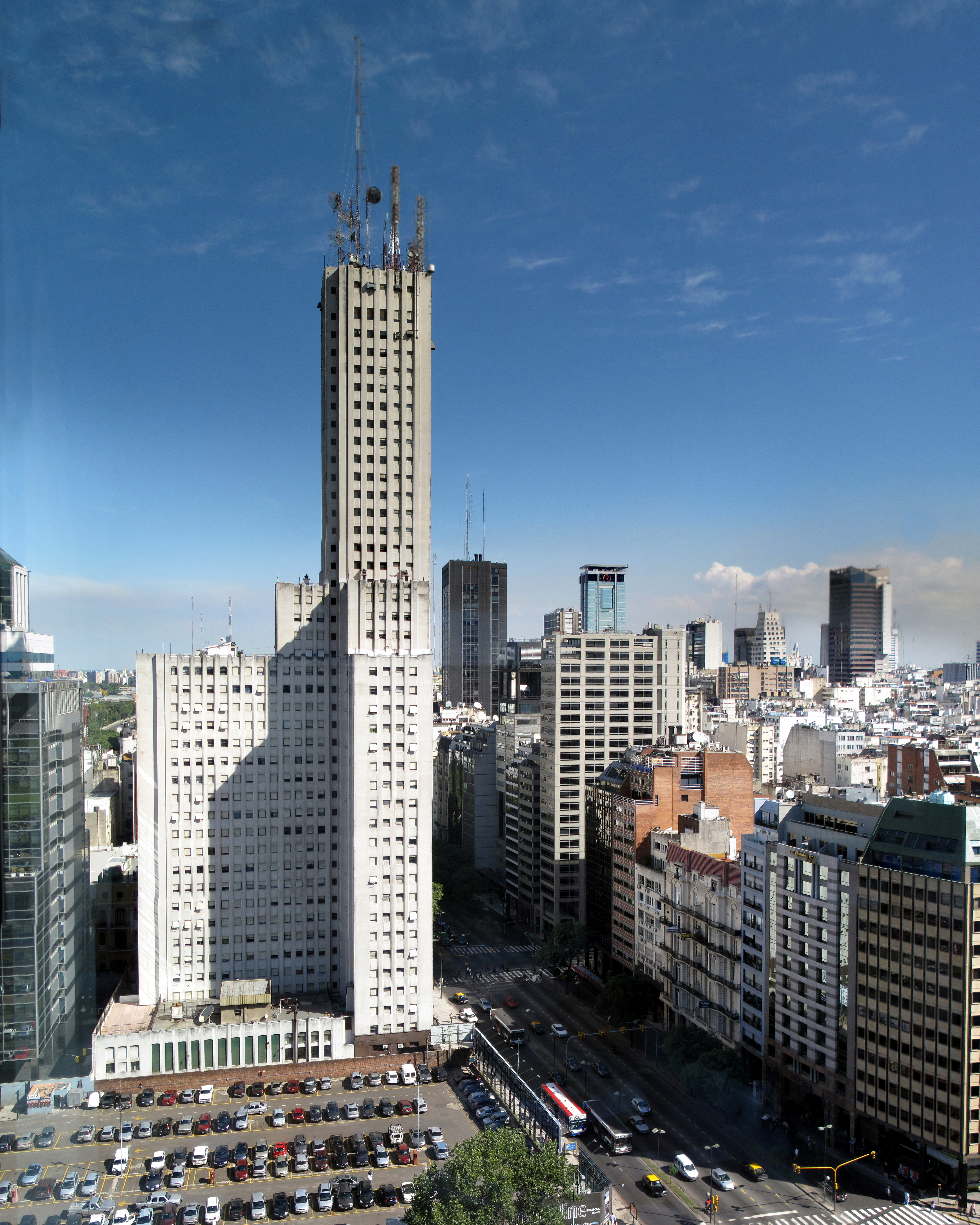
Edificio ALAS
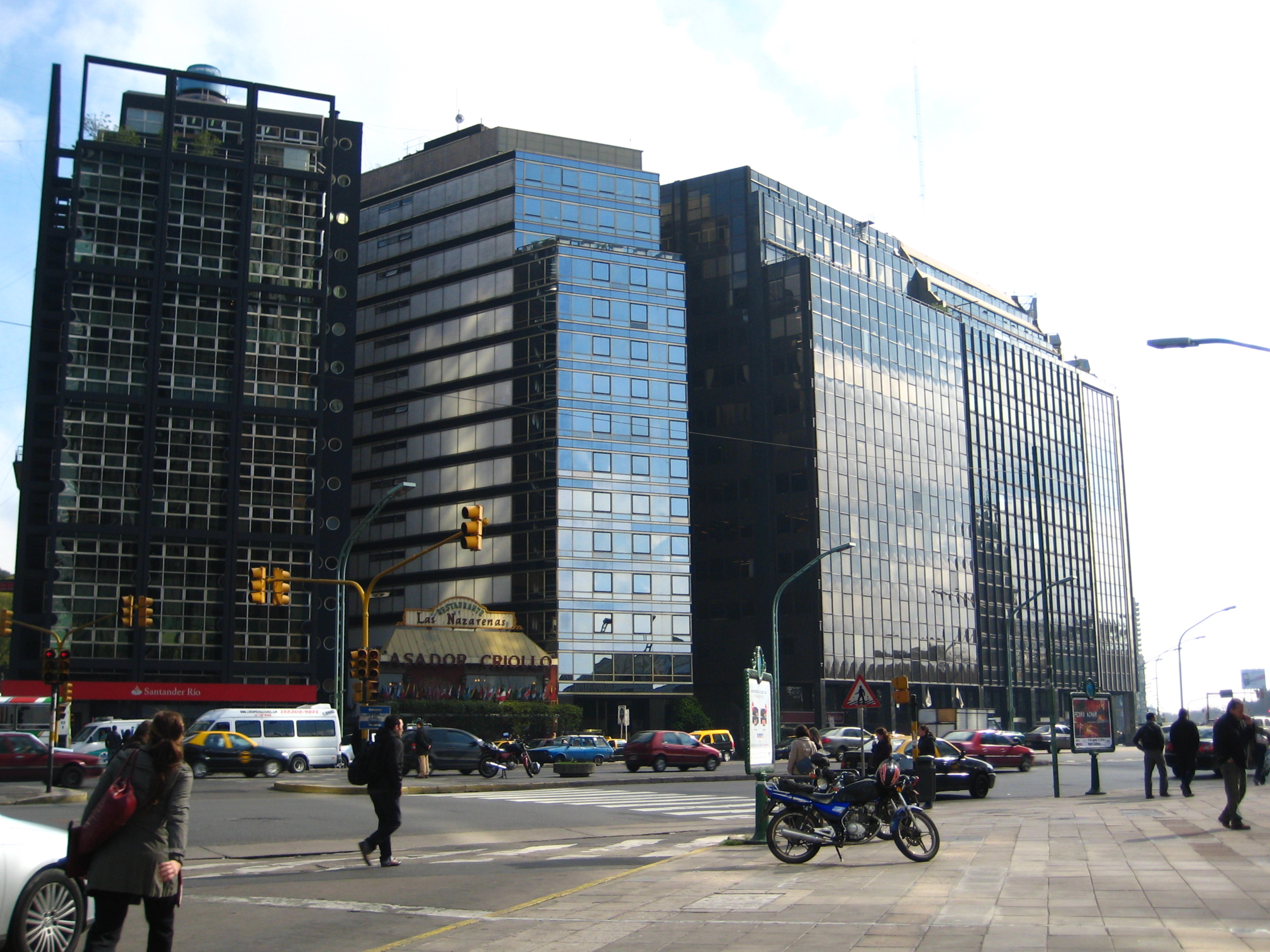
Edificios modernos y parrilla, entre Ricardo Rojas y San Martín
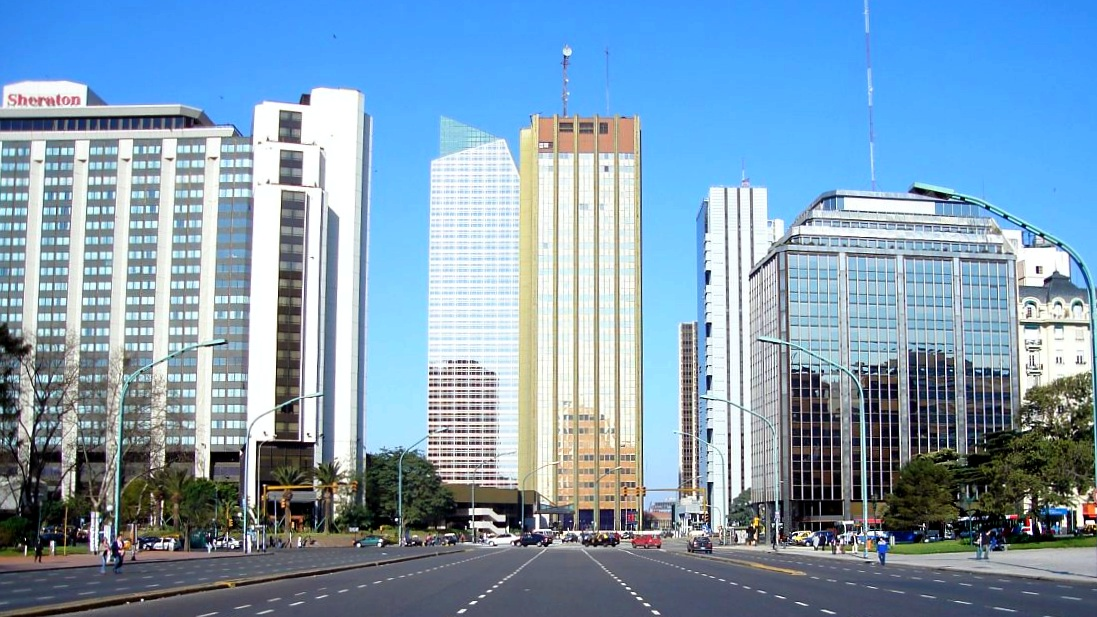
Catalinas Norte desde Plaza San Martín